# Crisis del siglo XVII

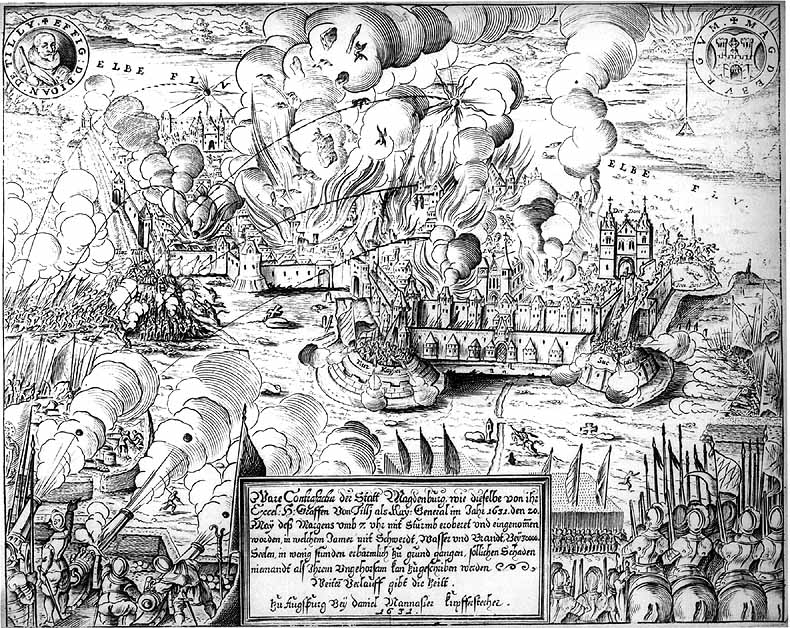
Sitio de Magdeburgo, 1631. Esta ciudad alemana es un ejemplo extremo de la crisis del. Pasó de habitantes a menos de 3000 como consecuencia de esta acción y el posterior saqueo de la ciudad. Al final de la Guerra de los Treinta Años (1618-1648) no alcanzaba el medio millar.

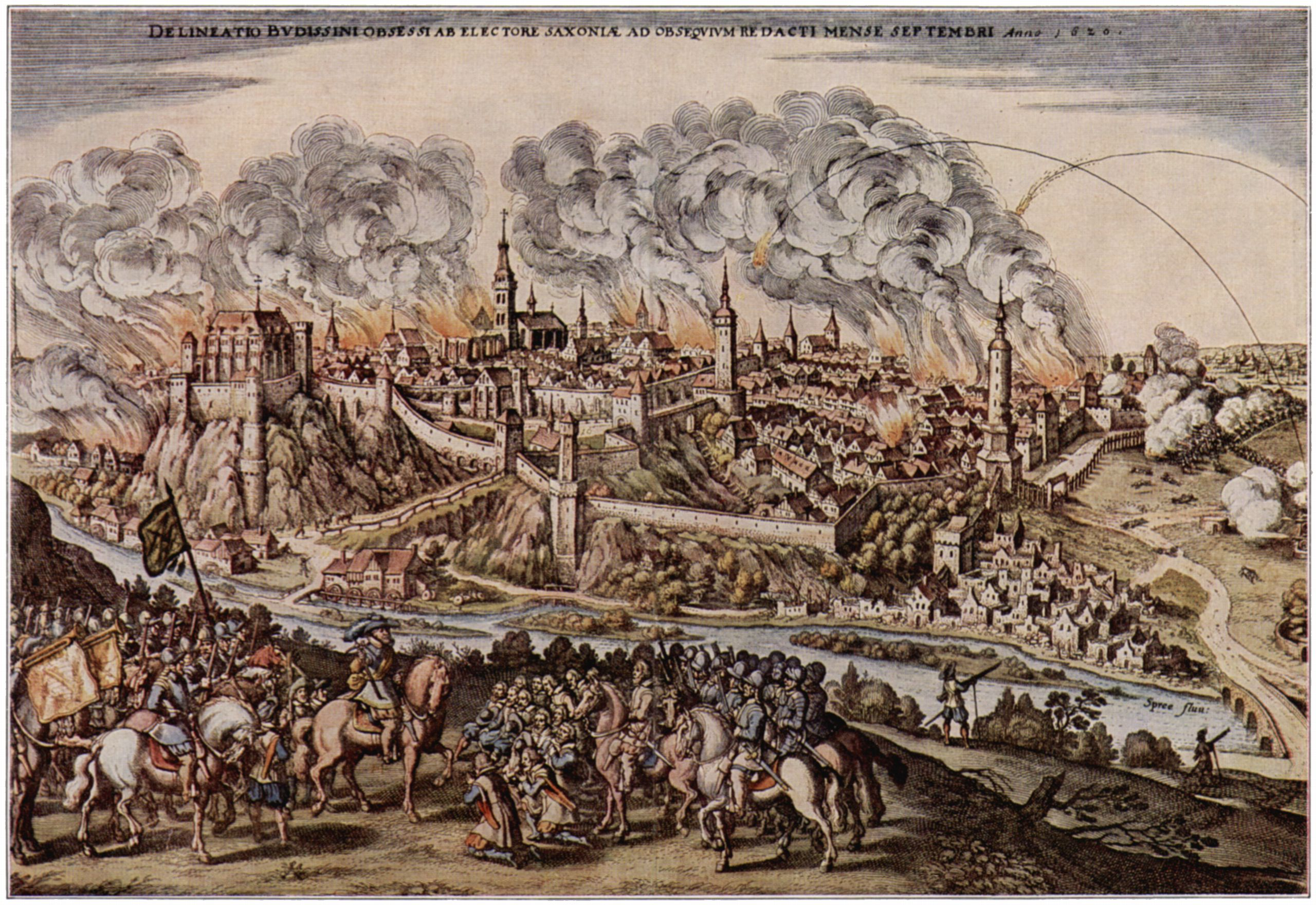
La Guerra de los Treinta Años, que devastó gran parte de Europa entre 1618 y 1648, fue uno de los acontecimientos que algunos historiadores han asociado a la "Crisis del siglo XVII", también denominada "La Crisis General".

La crisis del siglo XVII es una crisis general de duración secular que la historiografía aplica, en grado diferente, a la interpretación del desarrollo histórico durante ese siglo en toda Europa y la cuenca del Mediterráneo. También se la denomina La Crisis General por describir un supuesto periodo de inestabilidad y conflicto regional generalizado que tuvo lugar desde principios del siglo XVII hasta principios del siglo XVIII en Europa, y que la historiografía más reciente la extiende al mundo en su conjunto. Esta idea, planteada durante las décadas de 1950 y 1960, ha sido, desde entonces, objeto de un amplio debate historiográfico.

## Aspectos de la crisis
- Crisis climática (la pequeña Edad del Hielo, es la única que podemos considerar autónoma)
- Crisis económica (la Fase B de recesión secular que sigue a la Fase A de auge económico y Revolución de los precios del siglo XVI),
- Desórdenes sociales y políticos, que llevan a desastrosas guerras (Crisis de 1640 en España, Fronda en Francia, Revolución Inglesa, y sobre todo la Guerra de los Treinta Años en Europa Central)
- Crisis demográfica (aumento de la frecuencia y gravedad de hambrunas y epidemias, despoblamiento de Europa Meridional y Central)
- Crisis ideológica (que es como se ha interpretado el Barroco), tanto en Arte como en Literatura e incluso en mentalidad. La ciencia moderna y lo que desde Paul Hazard se conviene en llamar Crisis de la conciencia europea surgen a finales de siglo y preparan el siguiente Siglo de las Luces.

### Monarquía Española
La Monarquía Española se caracterizó porque la población registró un importante retroceso. Las causas:
1. Migración al nuevo continente.
2. Bajas ocasionadas por las guerras.
3. Expulsión de los moriscos.
4. Conjunto de pestes y epidemias.

La agricultura empeoró provocando el hambre y las epidemias. Muchos campesinos abandonaron las tierras para irse a las ciudades para vivir como pícaros o mendigos. La ganadería vio cómo se reducía el número de cabezas de ganado, debido a la sequedad de los pastos y de la destrucción provocada por las diversas guerras peninsulares. La industria y el comercio disminuyeron y el agotamiento de muchas minas americanas redujo la llegada de oro y plata (el quinto real) desde las Indias. La Hacienda Real se declaró en bancarrota en varias ocasiones.
Hubo un modelo social de tipo nobiliario en el que los capitales se dedicaban a la compra de tierras, casas o gastos suntuarios. Frente a unos pocos privilegiados existía una enorme masa de población empobrecida: los campesinos habían perdido sus tierras, los artesanos se habían empobrecido por la competencia extranjera y los hidalgos apenas podrían sobrevivir con sus tierras y todos acababan en la mendicidad. Solo la Corona de Aragón sufrió menos la crisis.

## Interpretación
La crisis del siglo XVII puede interpretarse (Maurice Dobb) como el momento clave en la transición del feudalismo al capitalismo, puesto que los países que salen reforzados de ella (fundamentalmente Inglaterra) se encaminan al proceso que comienza con la Revolución burguesa y que en el siglo XVIII les llevará a la Revolución industrial; mientras que en los países que salen en peores condiciones de ella (fundamentalmente España) pierden la posición de centralidad que hasta entonces habían tenido en la Civilización Occidental.
En cambio, Geoffrey Parker hace una interpretación sumamente diferente. A través de la utilización de fuentes muy diversas (cuadros, curvas, citas de cronistas), Parker da explicaciones culturales y sobre todo expone explicaciones climatológicas. Para Parker la crisis del siglo XVII tiene que ver con una sinergia entre clima, política y religión. Esta sinergia, dice el autor, ya aparece en el Ensayo de las costumbres de Voltaire. Voltaire caracterizó al siglo XVII como un siglo de carestías, de desastres poblacionales, por lo que interpreta que los desastres climáticos tuvieron un gran protagonismo, si se los combina monarcas que quisieron producir novedades en materia religiosa o política. Primero frente a una historiografía que mayormente que trabaja estudios de caso, Parker no solamente plantea un modelo generalista sino que plantea un trabajo de tipo planetario. Da ejemplos no solamente de Europa, sino que toma casos de China, el caso de América, de África o del Imperio otomano. Trabaja, por ejemplo, la catástrofe que se produjo en China con la caída de la dinastía Ming. Explica, cómo en China de 1640, hay una catástrofe demográfica en la que muere la mitad de la población china. También señala lo que significó la debacle del estado polaco en cantidad de muertes y de destrucción material. A continuación pasa a explicar la crisis del Imperio otomano con cambio dinástico y con el número de destrucción de riquezas y de población absolutamente inéditos. Después, empieza a revisar las fuentes literarias, a los cronistas, utiliza una serie de textos como por ejemplo, los testimonios de los jesuitas que dan cuenta de la catástrofe demográfica. Y de ahí pasa a las explicaciones en Europa. Entre estas las justificaciones astrológicas, cómo han aparecido cometas, astros que están indicando el fin del mundo. También revisa los argumentos sobre la caza de las brujas, fenómeno contemporáneo a esta crisis. De manera que cita a fuentes que consideran que las catástrofes del momento se relacionaban con el complot de brujos que están destruyendo la sociedad cristiana en su totalidad. A partir de ahí Parker incorpora la información que le da la climatología actual.

## El eje de la civilización se desplaza
El desplazamiento de las rutas comerciales del Mediterráneo al Atlántico no es un proceso nuevo, y podría rastrearse desde la Edad Media, pero el cambio del eje entero de la civilización en beneficio de la Europa Noroccidental queda fijado decisivamente con esta crisis. Es bastante significativo el auge de plazas como Londres y Ámsterdam en perjuicio de Sevilla o Lisboa (también atlánticas y que a su vez habían sustituido a las mediterráneas Génova y Venecia en el siglo XVI). El punto de inflexión quizá fue el saqueo de Amberes de 1576.
Lo que hasta entonces había sido la principal amenaza para la Europa cristiana, el Imperio otomano, queda relegado a una posición periférica (en claro retroceso desde el fracaso del sitio de Viena de 1683). Lo que era su centro, Italia y sus rutas hacia Flandes por Alemania, se encuentra entre las zonas en mayor declive. La Francia que sale de la Fronda y la minoría de edad de Luis XIV, en cambio, es la potencia emergente en Europa, bien desde el tratado de Westfalia de 1648 (que modernizó las relaciones internacionales), o desde la paz de los Pirineos de 1659. Queda en evidencia la decadencia española.
Lo que debió ser para los perdedores puede adivinarse sólo con ver que los ganadores han tenido que pasar un siglo temible: Inglaterra sufre mortíferas pestes, guerras exteriores (con Holanda, con Francia, con España...), la guerra civil entre el Parlamento y rey, la ejecución de este (la primera de un rey por su propio pueblo), la república de Cromwell y las disensiones religiosas (puritanos, anglicanos, católicos...), el Gran Incendio de Londres (1666)..., hasta cerrar el siglo con la Revolución Gloriosa.

## Conflictos y guerras en Asia
Con frecuencia se citan, principalmente, las siguientes "crisis":
- En China, caída de la dinastía Ming y ascenso de la Qing.
- En el Imperio otomano, revueltas internas (1622).
- En Japón, inicio del aislacionismo del Sakoku (1641) y la Rebelión de Shimabara (1637-1638).